# Listă de filme canadiene din 2008
Aceasta este o listă de filme canadiene din 2008:

## Lista
| Titlu                        | Regizor                                  | Actori                                                                            | Gen               | Note                                                                                             |
| ---------------------------- | ---------------------------------------- | --------------------------------------------------------------------------------- | ----------------- | ------------------------------------------------------------------------------------------------ |
| Adoration                    | Atom Egoyan                              | Rachel Blanchard, Scott Speedman                                                  | Drama             |                                                                                                  |
| Be Like Others               | Tanaz Eshaghian                          |                                                                                   | documentar        | coproducție canadiană/iraniană/britanică/americană                                               |
| Before Tomorrow              | Marie-Hélène Cousineau și Madeline Ivalu | Madeline Ivalu, Paul Dylan Ivalu                                                  | Drama             |                                                                                                  |
| Blindness                    | Fernando Meirelles                       | Julianne Moore, Danny Glover, Alice Braga                                         | Drama             |                                                                                                  |
| C'est pas moi, je le jure!   | Philippe Falardeau                       | Antoine L'Écuyer, Suzanne Clément, Gabriel Maillé                                 | comedie           |                                                                                                  |
| Chers électeurs              | Manuel Foglia                            | Charlotte L'Écuyer, Daniel Turp                                                   | Documentary       | titlu în engleză: After the Ballot                                                               |
| Club Native                  | Tracey Deer                              |                                                                                   | Documentar        | Câștigător al Canada Award                                                                       |
| Examined Life                | Astra Taylor                             | Cornel West, Slavoj Žižek, Judith Butler                                          | Documentary       | Explorează filosofia contemporană                                                                |
| Fifty Dead Men Walking       | Kari Skogland                            |                                                                                   |                   |                                                                                                  |
| Finding Farley               | Leanne Allison                           |                                                                                   | Documentar        | Cross-Canada trek to meet Farley Mowat                                                           |
| FLicKeR                      | Nik Sheehan                              | Marianne Faithfull, Iggy Pop, Kenneth Anger                                       | Documentary       | Based on the book Chapel of Extreme Experience de John G. Geiger                                 |
| Gutterballs                  | Ryan Nicholson                           | Alastair Gamble, Jeremy Beland, Mihola Terzic                                     | groază            |                                                                                                  |
| Hank and Mike                | Matthiew Klinck                          | Paolo Mancini, Thomas Michael, Joe Mantegna, Chris Klein                          | comedie           |                                                                                                  |
| Heaven on Earth              | Deepa Mehta                              | Preity Zinta                                                                      | Drama             |                                                                                                  |
| How She Move                 | Ian Iqbal Rashid                         |                                                                                   | Drama             |                                                                                                  |
| Junior                       | Isabelle Lavigne, Stéphane Thibault      | Baie-Comeau Drakkar                                                               | Documentary       | Best Canadian Feature Documentary, Hot Docs                                                      |
| The Lollipop Generation      | G. B. Jones                              | Jena von Brücker, Mark Ewert, Vaginal Davis, Calvin Johnson, Joel Gibb, Jen Smith | Experimental film |                                                                                                  |
| The Memories of Angels       | Luc Bourdon                              |                                                                                   | Experimental film | Collage film created from stock footage of Montreal                                              |
| The Necktie                  | Jean-François Lévesque                   |                                                                                   | Animation         | Jutra Award pentru cea mai bună animație                                                         |
| Nurse.Fighter.Boy            | Charles Officer                          | Karen LeBlanc, Clark Johnson, Daniel J. Gordon                                    | Drama             |                                                                                                  |
| One Week                     | Michael McGowan                          | Joshua Jackson, Liane Balaban                                                     | Drama             |                                                                                                  |
| Otto; or Up with Dead People | Bruce LaBruce                            | Jey Crisfar, Marcel Schlutt                                                       | Horror            | German/Canadian co-production                                                                    |
| Passage                      | John Walker                              | Rick Roberts                                                                      | Documentary film  | Bazat parțial pe cartea Fatal Passage de Ken McGoogan                                            |
| Pontypool                    | Bruce McDonald                           | Stephen McHattie, Lisa Houle                                                      | Horror, Thriller  | Based on Tony Burgess novel, "Pontypool Changes Everything" which is the name of the film sequel |
| Prom Night                   | Nelson McCormick                         | Brittany Snow, Johnathon Schaech, Scott Porter                                    | Horror            | American/Canadian co-production                                                                  |
| Prom Wars                    | Phil Price                               | Raviv Ullman, Alia Shawkat                                                        | Comedy            |                                                                                                  |
| Passchendaele                | Paul Gross                               | Paul Gross, Caroline Dhavernas, Gil Bellows                                       | War               | Based on a true story; currently the most expensive Canadian film ever produced.                 |
| Real Time                    | Randall Cole                             | Randall Cole, Randy Quaid, Jay Baruchel                                           | Dramedy           |                                                                                                  |
| RiP!: A Remix Manifesto      | Brett Gaylor                             | Girl Talk, Lawrence Lessig, Cory Doctorow                                         | Documentary       | open source film about copyright law                                                             |
| Tout est parfait             | Yves-Christian Fournier                  |                                                                                   |                   |                                                                                                  |
| Up the Yangtze               | Yung Chang                               |                                                                                   | Documentary       | Genie Award for best documentary                                                                 |